# Eratoneura torella
Eratoneura torella är en insektsart som först beskrevs av Robinson 1924.  Eratoneura torella ingår i släktet Eratoneura och familjen dvärgstritar. Inga underarter finns listade i Catalogue of Life.